# NGC 6044
NGC 6044 = IC 1172 ist eine 14,3 mag helle, linsenförmige Galaxie vom Hubble-Typ S0 im Sternbild Herkules am Nordsternhimmel. Sie ist schätzungsweise 448 Millionen Lichtjahre von der Milchstraße entfernt und hat einen Durchmesser von etwa 80.000 Lj. Die Galaxie gilt als Mitglied des Herkules-Galaxienhaufens Abell 2151.
Im selben Himmelsareal befinden sich weiterhin die Galaxien NGC 6043, NGC 6045, NGC 6047, NGC 6050.
Das Objekt wurde am 27. Juni 1886 vom US-amerikanischen Astronomen Lewis A. Swift entdeckt. Aus bisher ungeklärtem Grund führte die Beobachtung von dem französischen Astronomen Guillaume Bigourdan am 8. Juni 1888 mit identischer Position und gleicher Beschreibung unter IC 1172 zu einem Eintrag im Index-Katalog.